# Preben Kaas
Preben Kaas, född 30 mars 1930 i Ålborg, död 27 mars 1981 i Köpenhamn, var en dansk skådespelare. Han fick 1970 Bodilpriset för bästa manliga biroll, för rollen som Dynamit-Harry i filmen Olsen-banden på spanden.
Preben Kaas är far till skådespelarna Jeppe Kaas och Nikolaj Lie Kaas.